# Cyneoterpna wilsoni
Cyneoterpna wilsoni là một loài bướm đêm thuộc họ Geometridae. Loài này có ở Queensland, New South Wales, Vicoria, Nam Úc và Tasmania.
Sải cánh khoảng 40 mm.
Ấu trùng ăn các loài Eucalyptus.

## Hình ảnh

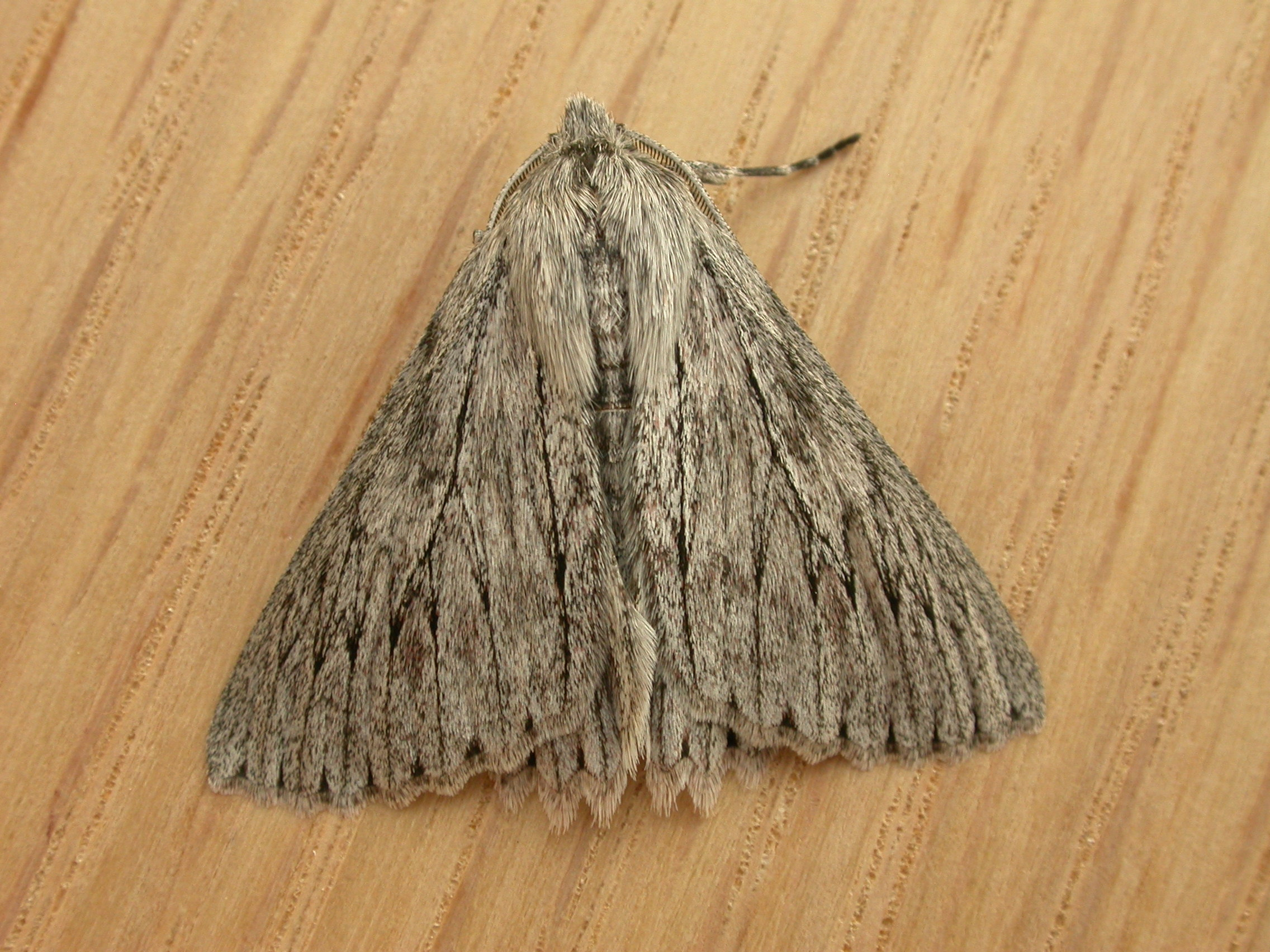
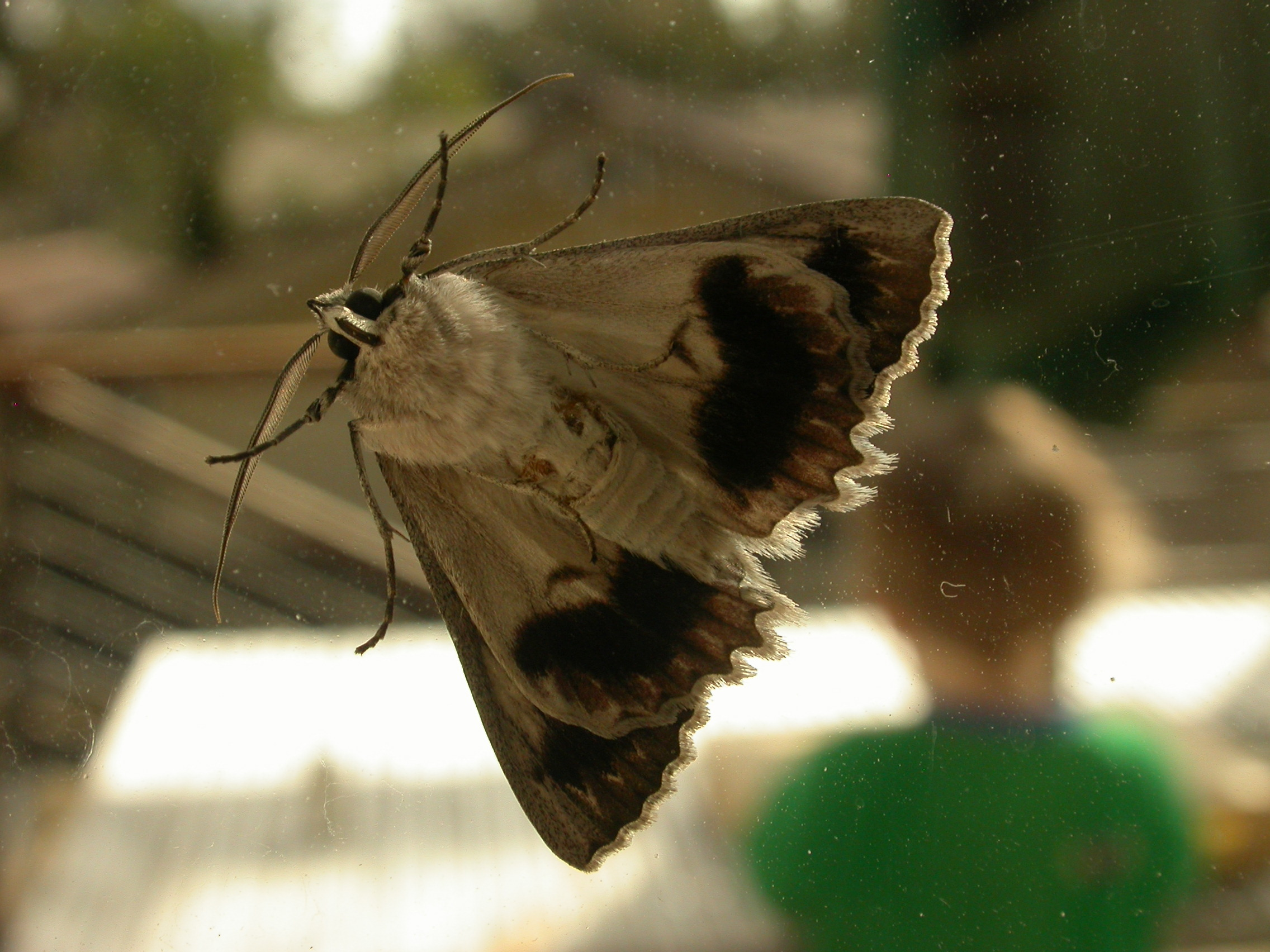
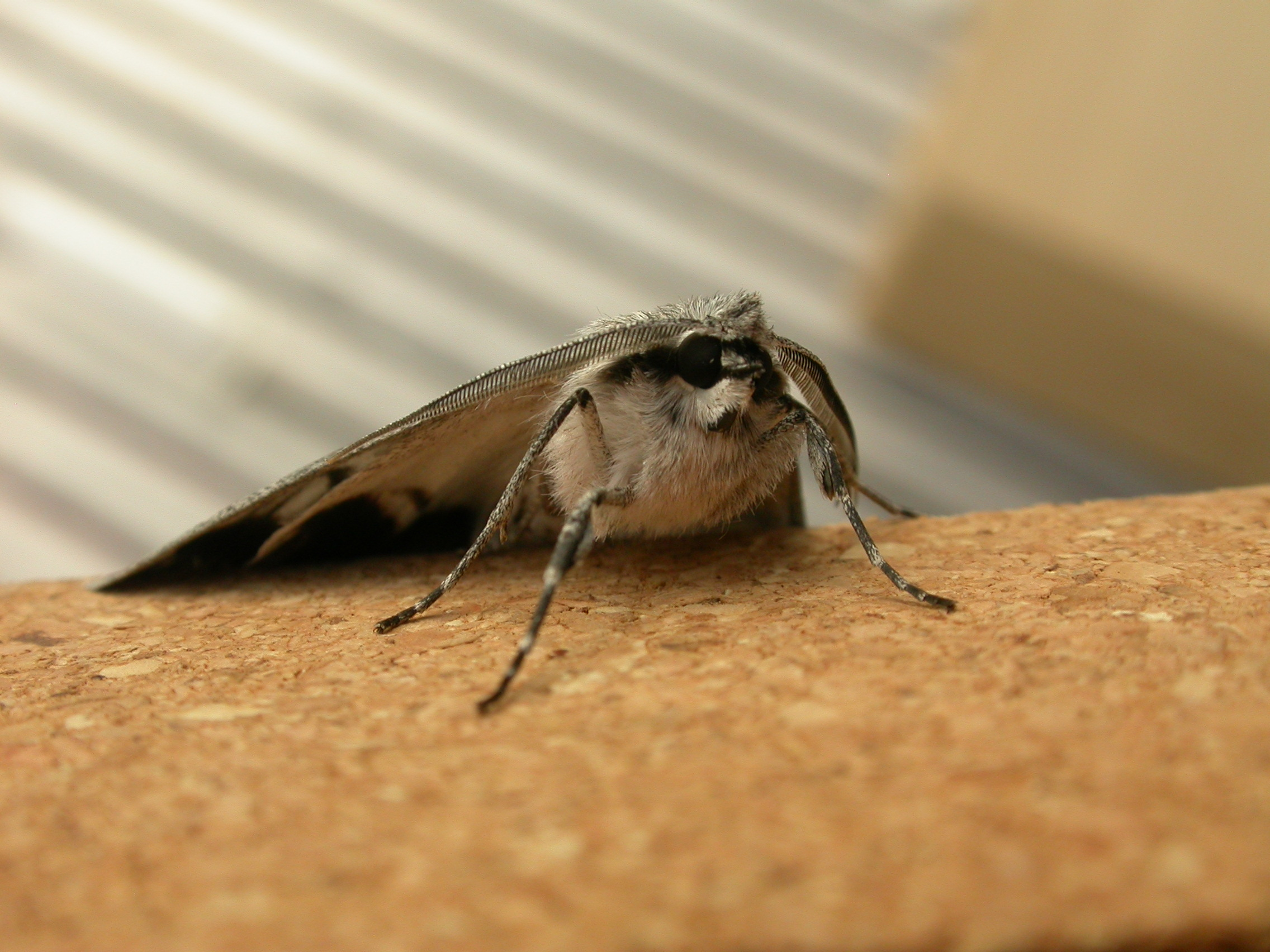
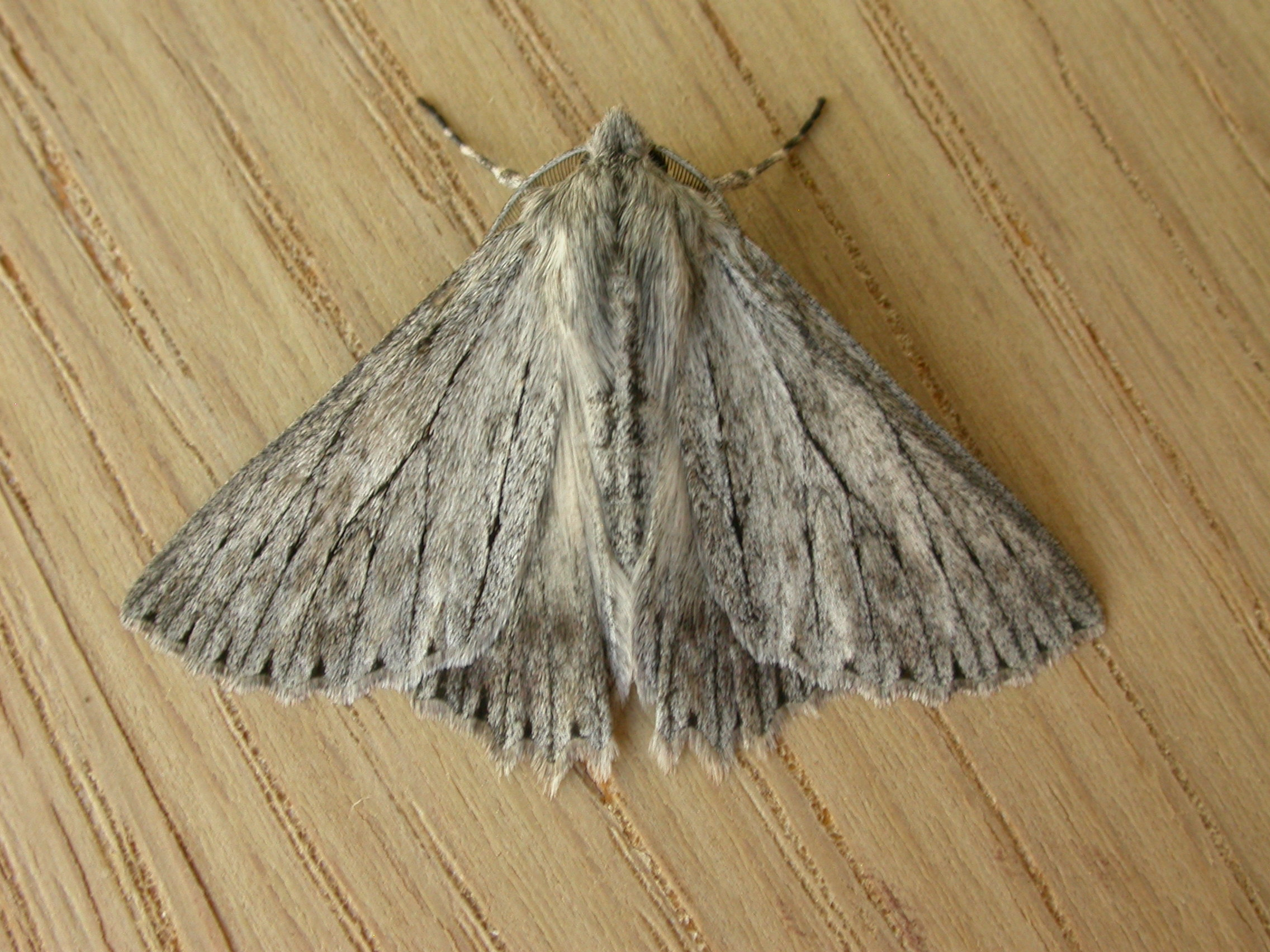